# Focillodes subapicata
Focillodes subapicata là một loài bướm đêm trong họ Noctuidae.